# Synagoge (Aidhausen)

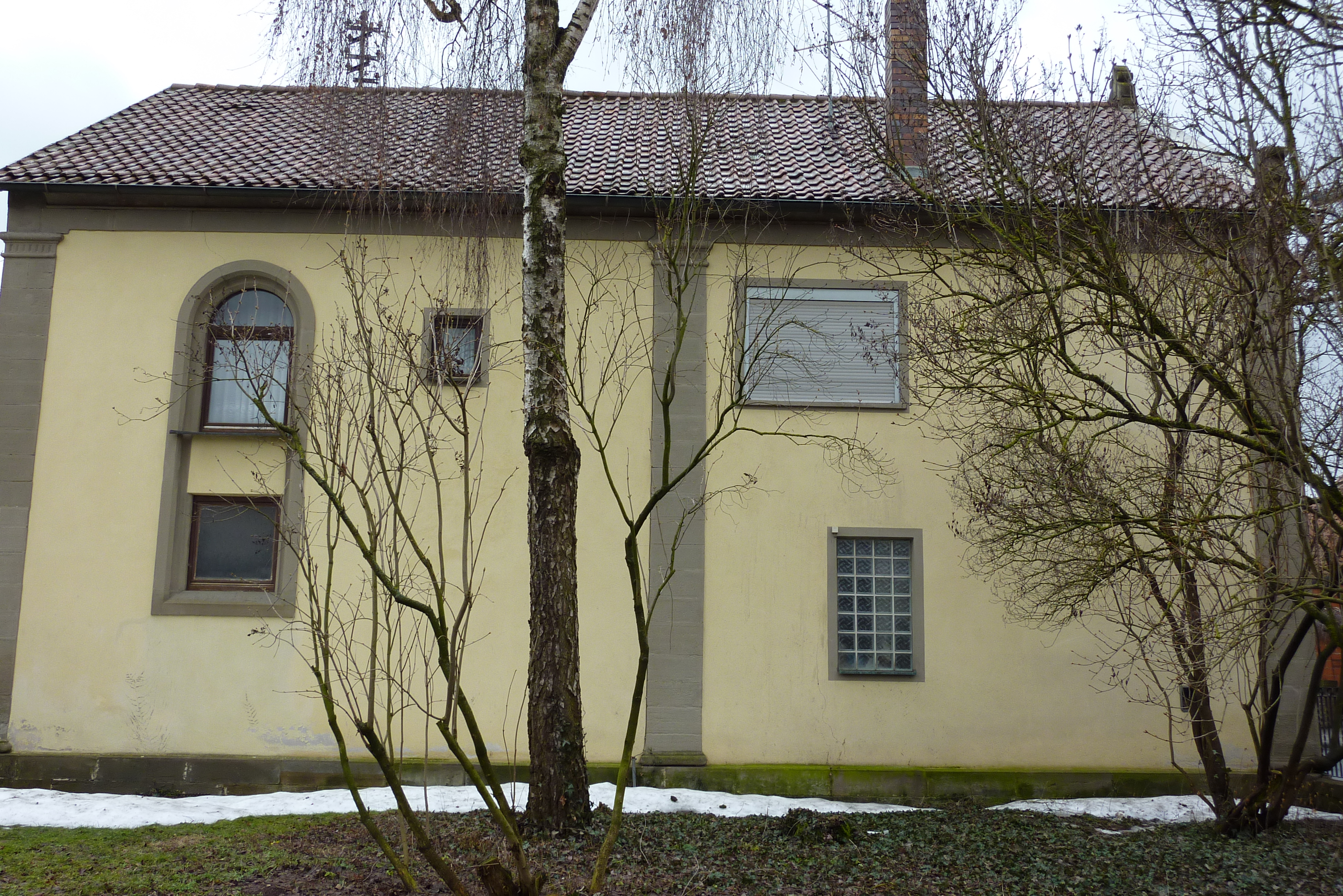
Nordfassade der Synagoge mit Rundbogenfenster

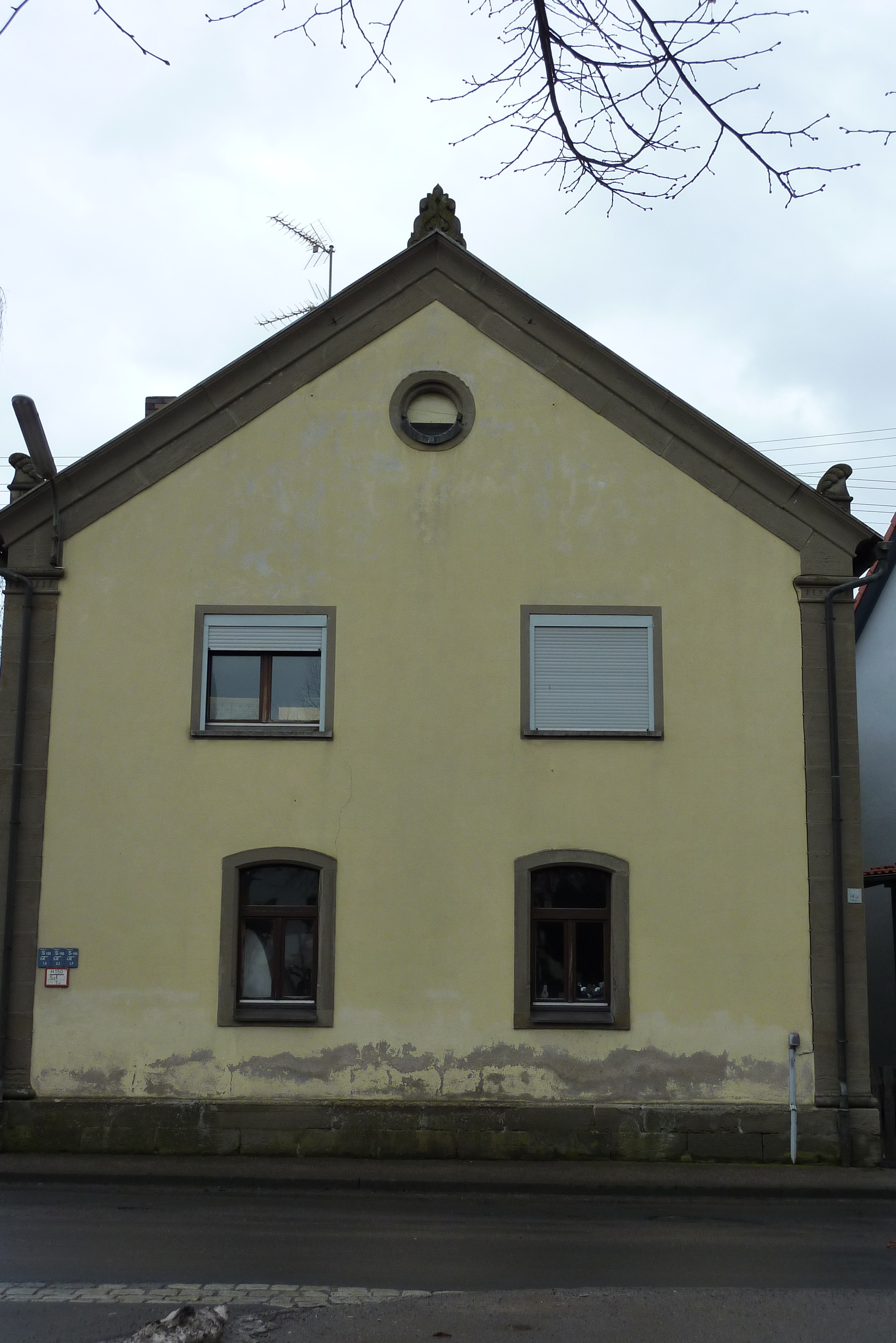
Westfassade der Synagoge mit Okulus

Die ehemalige Synagoge in Aidhausen, einer Gemeinde im unterfränkischen Landkreis Haßberge in Bayern, wurde 1869 erbaut. Sie steht in der Frankenstraße 30, der früheren Dorfstraße 100.

## Geschichte
Im Gebäude der 1869 erbauten Synagoge befand sich auch ein Schulraum, eine Lehrerwohnung und ein rituelles Bad (Mikwe).  
Schon vor dem Novemberpogrom 1938 kam es bereits am 10. Oktober 1938 zu Ausschreitungen gegen die jüdischen Familien in Aidhausen. Es wurden auch die Fenster der Synagoge eingeschlagen und ein Teil der Ritualien geschändet. 
Nach 1945 kam das Synagogengebäude in Privatbesitz und wird seitdem als Wohnhaus mit Werkstatt genutzt. 

## Architektur
Äußerlich sind für den Betrachter noch einige bemerkenswerte Teile der Synagogenarchitektur erkennbar. An der Südseite sind die beiden originalen Holztüren mit Oberlichtern vorhanden, die getrennten Eingänge für Männer und Frauen. An den Giebelseiten (Ost- und Westfassade) befindet sich jeweils ein Okulus und der westliche Giebel wird von drei Akrotern bekrönt. Ebenso sind zwei Rundbogenfenster und vier Korbbogenfenster erhalten.